# Ульссон, Сесилия
Августа Георгина Сесилия Ульссон (швед. Augusta Georgina Cecilia Olsson; 29 августа 1906, Стокгольм — 21 апреля 1989, Дандерюд) — шведская танцовщица балета и хореограф.

## Биография
Сесилия (Сисси) Ульссон родилась в 1906 году в Стокгольме. Её семья на протяжении нескольких поколений была связана с театром. Бабушка Сесилии по материнской линии была артисткой кордебалета в Королевском театре, а её мать, Сесилия Анна Ловиса, была там танцовщицей. Сама Сисси с шести лет начала посещать балетную школу при театре, где её первой наставницей была Гунхильда Росен. Впоследствии Сесилия Ульссон училась у Матильды Кшесинской в Париже.
Начав свою карьеру в кордебалете, в 1928 году Сесилия была назначена не второй солисткой, как обычно, а сразу ведущей. Её дебютной ролью стала Сванильда в «Коппелии». В том же году она танцевала в «Шопениане» Фокина.
К концу 1930-х годов Сесилия Ольссон танцевала заглавные роли во многих постановках Королевского театра. Помимо танцевального мастерства, критики отмечали её драматический талант и темперамент. В 1933 году она приняла участие в международном конкурсе в Варшаве.
В 1950-х годах Ульссон также занялась хореографией. Среди прочего она поставила, в 1952 году, балетную фантазию «Паганини» на музыку Рахманинова. Она также написала, совместно с Гёста Кнутссоном, либретто для постановки «Pelle Svanslös. Äventyr för stora och små». Музыку создал Эрланд фон Кох, хореографом и режиссёром выступила сама Сесилия. Премьера состоялась в 1949 году, после чего спектакль выдержал 38 постановок за три года.
Уйдя со сцены, Сесилия Ульссон открыла балетную школу в Хельсингборге, а затем в Теби. Она умерла в 1989 году.